# ハマトラ (ファッション)
ハマトラは、1970年代後半から1980年代前半にかけて、横浜・元町界隈で流行したトラディショナル・スタイルのファッション。「横浜トラディショナル」を略して「ハマトラ」と呼ぶ。横浜・元町界隈に集う女子大生たちの独特のコーディネートを指し、主に女子学生やその年齢層の若い女性に好まれた。当時は「コンサバ」という言い方はしなかったが、コンサバティブ・ファッションの系譜に属する。

## 概要
横浜・伊勢佐木町出身で、女性ファッション雑誌『an・an』の編集長も務めた甘糟章（元マガジンハウス副社長）が「ハマトラ」の名付け親とされる。
『an・an』やライバル誌の『non-no』のほか、光文社の『JJ』など、女性ファッション雑誌が「ハマトラ」特集を組んだことで注目され、「ハマトラ」は一大ブームとなり、元町に店を構えるファッションブランドが日本全国で知られるようになった。
関西では1970年代中頃から神戸発のコンサバファッション「ニュートラ」が流行していたが、関東では横浜発のファッション「ハマトラ」が注目されていた。ファッション誌では「おしゃれな港町横浜のお嬢様学校・フェリス女学院大学」に通う女子大生のファッションをイメージし、大学の最寄りの横浜・元町商店街に軒を連ねる店舗のブランド品を選んで紹介した。元町商店街に本店を構えるブランドが定番で、フクゾーの洋服、ミハマの靴、キタムラのハンドバッグが、ハマトラファッションの「三種の神器」と呼ばれた。
ハマトラではこうした元町ブランドの他にも、クレージュの弁当箱型ショルダーバッグが定番アイテムであった。さらにブーム末期には、SHIPSやボートハウスなどのロゴが胸元に入ったレタードトレーナーなども目立った（SHIPSは銀座、ボートハウスは青山で、いずれも東京のブランドであり「横浜ブランド」ではない）。
「清潔感あるお嬢様」をイメージした、ポロシャツとベストやカーディガン、膝丈のタータンチェックの巻きスカート、ハイソックスにローヒールパンプスが基本的な組み合わせである。女子大生のキャンパス・ファッションから始まったハマトラはカジュアル・ファッションがメインであったことから、その着こなしやアイテムは、ハマトラが本来ターゲットとした20歳前後の年齢層以下の女子中高生にも影響を与えた。これに対し、海外高級ブランドのアイテムをも組み合わせるニュートラはキャンパス・ファッションに留まらず、OLをはじめとする社会人のファッションやフォーマル・ファッションもその範囲とし、ハマトラよりも年齢層が高かった。
ハマトラの定番アイテムとされた元町ブランドは、横浜まで行かないと買うことができず（それが「ハマっ子」にとってのステータスシンボルでもあったが）、それゆえに横浜という一地域のローカルなファッションブームに終わらざるを得なかった。しかしそのブームは東京にも波及し、首都圏の女子学生（女子中高生も含む）に与えた影響は大きく、東京都内のミッションスクールをはじめとする私立女子中高生の私服はもとより、膝丈スカートにハイソックスというスタイルは制服の着こなしにまで影響を及ぼすこととなった。